# Olajfák hegye
Az Olajfák hegye (héber הר הזיתים Har haZetim ; arab جبل الزيتون Jabal az-Zaitun) Jeruzsálem óvárosától keletre húzódó, észak-déli irányú dombvonulat, amelyet a Kidron- (Kedron-) völgy választ el a jeruzsálemi Templom-hegytől.
Nevét az olajfa-ligetekről kapta, amely egykor fedte a dombokat. A zsidó hit úgy tartja, hogy az utolsó ítélet a hegy alatt, a Jósafát-völgyben (Kidron) kezdődik. A zsidók ezért temetkeztek az Olajfák hegyén és környékén évezredek óta. Ma kiterjedt temető húzódik a déli lejtőjén. Ez egyben a világ legrégibb zsidó temetője. 
Az Olajfák hegye annak a hegyvonulatnak a része, amely a Földközi-tenger felől csapadékot hozó felhőket feltartóztatja; idáig ér a régió nedvesebb, nyugati területe, ettől keletre a Júdeai-sivatag fekszik. Egy kis darabon vízválasztó a Földközi-tenger és a Jordán-árok között.
Déli és keleti lejtőjétől Betániába és Jerikóba lehet jutni. Jó kilátás nyílik innen a Jordán völgyének déli részére a Holt-tengerig, és Jeruzsálemre is.
A hegyen több keresztény templom található és kolostor is.

## Jelentősebb építmények
- Mormon Egyetem (Brigham Young University Jerusalem Center). Itt csak külföldi diákok tanulnak, a legtöbben az USA-ból.
- Auguszta Viktória Kórház (Augusta Victoria Hospital) - a környék arab lakosságának a kórháza a hegy északi részén.
- Seven Arches Hotel - az amerikai Intercontinental Hotels lánc tulajdonában. Az előtte levő kilátóról lehet gyönyörködni a jeruzsálemi panorámában.
- A Mennybemenetel temploma (Chapel of the Ascension) (wd). A kereszténység egyik szent helye. A hagyomány alapján Jézus a feltámadása után innen ment fel a mennyországba. Külső falán a lőrések és őrtornyok bizonyítják, hogy a komplexum egykor hadicélt szolgált.
- Miatyánk-templom (Pater Noster) Ez a karmelita kolostor része, amelyet az Eleona szentélyeként is ismernek. A hagyomány alapján Jézus itt mondta el követőinek a Miatyánkot.
- Dominus Flevit-templom. A hagyomány alapján ezen a helyen fakadt könnyekre Jézus, amikor meglátta Jeruzsálemet (Luk. 19,41).
- A Nemzetek Temploma (Church of All Nations) a Gecsemáné-kertben.
- Huldá prófétanőnek tulajdonított sír. (wd) Az Ószövetségben 2 Kir. 22:14-20-ben és 2. Krón. 34:22-28-ben szerepel.
- Aggeus, Zakariás és Malakiás próféták sírja a hegység nyugati lejtőjén, a 7 Arches Hotel előtt. (wd)
- Mária sírja (Tomb of the Virgin Mary) (wd) A hegység lábánál, a keleti keresztények hite szerint Mária, Jézus anyjának temetkezési helye.
- Olajfák hegye Zsidó Temető (Mount of Olives Jewish Cemetery) (wd). Jeruzsálem legrégebbi és legfontosabb temetője. A temetkezés mintegy 3000 évvel ezelőtt kezdődött itt és ma is folytatódik.

## Történelem

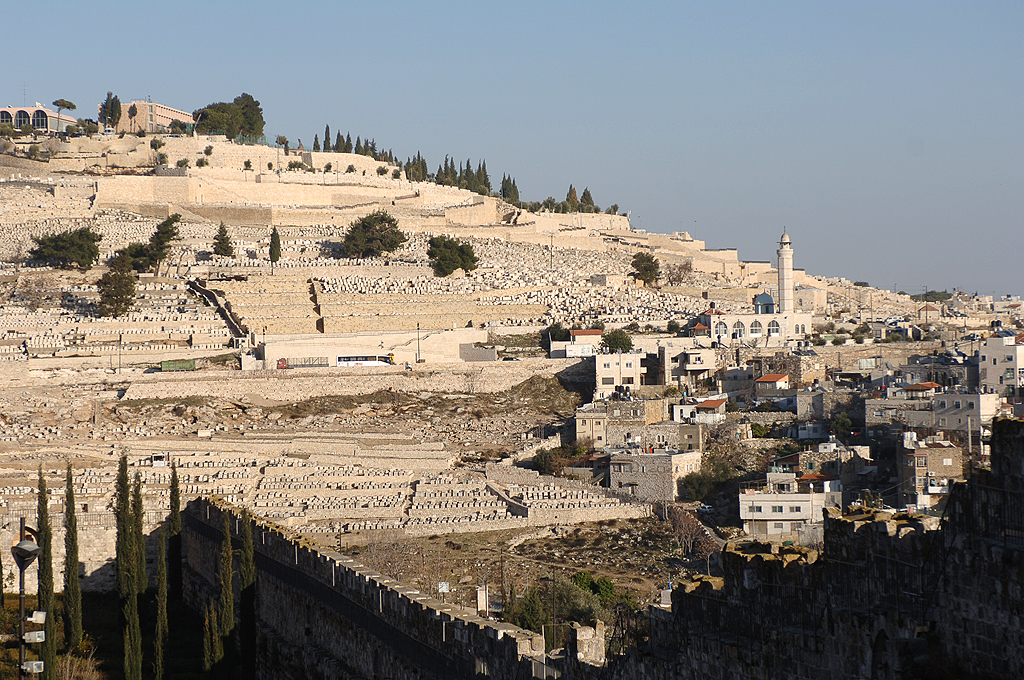
Zsidó temető a hegy déli lejtőin (Mount of Olives Jewish Cemetery)

A terület ősidőktől fogva az imádság helye. Az Ószövetségségben többször is olvashatunk róla. Amikor Dávid király Absolon elől menekül, megáll a hegy tetején, ahol "Istent imádják". Az öregedő Salamon király pogány feleségeinek itt építtet szentélyeket.
Ezékiel próféta erről a hegyről beszél, Zakariás pedig ide helyezi az Úr végső megjelenését, amikor majd harcba száll a nemzetekkel.
A rabbinista hagyományban is fontos szerepe volt a hegynek: innen adták hírül fényjelekkel az újhold kezdetét. 
Az Újszövetség tizenkétszer említi a hegyet Jézussal kapcsolatban, földi életének utolsó eseményeihez kapcsolva. A hegyen keresztül vonult be Jeruzsálembe. Gyakran tartózkodott ezen a helyen. „Nappal a templomban tanított, éjszakára pedig kiment az Olajfák hegyére, és ott töltötte az időt. Kora reggel az egész nép a templomba gyülekezett, hogy hallgassa.”  Máté evangéliuma alapján itt tartja végidőről szóló beszédét. Az utolsó vacsora után a tanítványokkal ment imádkozni a hegyen lévő Getszemáni-kertbe, ahol Jézust csókkal üdvözölte az őt eláruló Iskarióti Júdás, amellyel azt jelezte Jézus üldözőinek, hogy őt fogják el. (Mt 26,49; Lk 22,48).
Az apostolok cselekedetei, az Újszövetség ötödik irata a hegyet Jézus felmagasztalása helyének írja, mely alapján feltehető, hogy itt volt a mennybemenetelének színhelye.
A 4. századtól kezdve sok keresztény szerzetesként vonult ide vissza és választotta a helyet az imádság helyének. Theodosus zarándok 530 körül már huszonnégy szentélyről tudott az Olajfák hegyén, amelyek egyes szerzetesrendekhez tartozhattak. A 6. század végén a piacenzai zarándok "szerzetesek és szerzetesnők sokaságáról" beszél. Az írott emlékeket megerősítik az archeológiai leletek is: mozaikok, oszlopok, templomok maradványai kerültek elő. 
A perzsák 614-ben lerombolták a szent helyeket és nem kímélték a lakosságot sem. A korabeli emlékek 400 szerzetes halálát említik. A szerzetesség azonban nem tört meg: Nagy Károly idejében (9. század eleje) bencések telepedtek le itt. Ebben az időben voltak a hegyen örmény kolostorok is. 
A muszlim korban – főleg Hakim kalifa idején – eléggé megcsappant a szerzetesek száma. A keresztesek idejében azonban újra felvirágzott az itteni szerzetesi élet, de nem tartott sokáig. Szaladin egyiptomi szultán 1187-ben elfoglalta Jeruzsálemet és az Olajfák hegyét muszlim családoknak adta. A Mennybemenetel temploma mecset lett, a két kolostor pedig elpusztult.  
A 19. században egy hölgy igyekezett újra az imádság helyévé tenni a hegyet: Aurelia Bossi, a francia la Tour d'Auvergne nemesi dinasztia hercegnője. Az ősi Eleona helyén karmelita kolostort alapított. Nemsokára más közösségek is követték a példáját: a Miasszonyunk bencései a kármeltől délre (1896), a bencések a Botrány hegyén (1899), az orosz szerzetesek "Ábrahám házában" (1907), a ferencesek Betfagéban (1883), a Dominus Flevitban (1981), és más közösségek is Betfagé és Betánia között. 

## Fordítás
- Ez a szócikk részben vagy egészben  a   Mount of Olives című angol Wikipédia-szócikk fordításán alapul.  Az eredeti cikk szerkesztőit annak laptörténete sorolja fel. Ez a jelzés csupán a megfogalmazás eredetét és a szerzői jogokat jelzi, nem szolgál a cikkben szereplő információk forrásmegjelöléseként.